# Benitagla
Benitagla község Spanyolországban, Almería tartományban. Lakosainak száma 60 fő (2024).

## Földrajza
Benitagla Alcudia de Monteagud, Cóbdar és Benizalón községekkel határos.

## Népesség
A település lakosságának változását az alábbi diagram mutatja:
| Lakosok száma | 89   | 66   | 66   | 88   | 84   | 71   | 69   | 58   | 59   | 60   |
|               | 2001 | 2004 | 2006 | 2009 | 2011 | 2014 | 2016 | 2019 | 2021 | 2024 |